# Maníacos de academia
Artyom Alexandrovich Anoufriev (del ruso: Артём Александрович Ануфриев) (nacido el 4 de octubre de 1992) y Nikita Vakhtangovich Lytkin (del ruso: Никита Вахтангович Лыткин) (nacido el 24 de marzo de 1993) son dos asesinos en serie de Irkutsk, Rusia.

## Actividad asesina
El 5 de abril de 2011, Anoufriev y Lytkin fueron detenidos en relación con una serie de seis asesinatos y ataques a los residentes locales en el barrio de Akademgorodok. Los ataques, perpetrados con un martillo y un cuchillo, se iniciaron en diciembre de 2010. Anoufriev y Lytkin fueron arrestados después de una grabación en una cámara de video que muestra el cuerpo sin vida de una mujer encontrándose esta mutilada con un cuchillo, la cámara pertenecía al tío de Lytkin, quien se había convertido en sospechoso, siendo interrogado por la policía.
Según informes de prensa, los jóvenes habían sido influenciados por la lectura en internet sobre Aleksandr Pichushkin y los Maníacos de Dnepropetrovsk (Ígor Supruniuk y Víktor Sayenko). Además, Anoufriev participó en una marcha de neonazis rusos en el mes de marzo. 
En un examen psiquiátrico parecieron estar cuerdos, pero le manifestaron a los médicos haber elegido a la gente débil y ebria como sus víctimas. El juicio contra Anoufriev y Lytkin estuvo previsto para después del término de la investigación, en marzo de 2012. El 2 de abril de 2013, Anoufriev fue condenado a cadena perpetua y Lytkin a 24 años de prisión.
Actualmente, Anoufriev se encuentra escribiendo un libro sobre qué puede provocar una persona común y corriente cuando se vuelve un asesino en serie.
No se saben noticias sobre Lytkin, pero se sabe que está detenido en una prisión de Irkutsk.
La última noticia que se supo de Lytkin fue que murió en la prisión de Irkutsk el 30 de noviembre de 2021 a la edad de 28 años.[cita requerida]

## Víctimas
- 1 de diciembre de 2010 – Daniil Semiónov (12 años)
- 16 de diciembre de 2010 – Olga Pirog (69 años)
- 1 de enero de 2011 – (vagabundo desconocido)
- 21 de febrero de 2011 – Aleksandr Maksímov (18 años)
- 11 de marzo de 2011 – Román Faizulin
- 3 de abril de 2011 - mujer desconocida